# 欧洲金毛裸蕨
欧洲金毛裸蕨（学名：Gymnopteris marantae）为裸子蕨科金毛裸蕨属下的一个种。

## 扩展阅读
- 維基物種上的相關：欧洲金毛裸蕨